# Зімець
Зімець (рос. Зимец) — село в Духовщинському районі Смоленської області Росії. Входить до складу Булгаковського сільського поселення.
Населення — 311 осіб (2007).

## Розташування
Розташоване в північній частині області при річці Царевич за 1 км на північ від міста Духовщина. За 100 м від села проходить автошлях Р 136 Смоленськ-Нелідово. За 25 км на південний захід від села знаходиться залізнична станція Присельська на лінії Москва—Мінськ.

## Історія
Станом на 1885 рік у колишньому власницькому селі, центрі Зіміцьської волості Духовщинського повіту Смоленської губернії, мешкало 120 осіб, налічувалось 8 дворових господарства.
У роки Німецько-радянської війни село окуповано гітлерівськими військами у липні 1941 року, звільнено у вересні 1943 року.